# Frederick Furnivall
Frederick James Furnivall (Egham, Surrey, 4 de febrero de 1825-2 de julio de 1910), fue filólogo, editor  y filántropo inglés. Se halló entre los promotores originales del Oxford English Dictionary, cooperando con su primer editor, Herbert Coleridge y sustituyéndole a su muerte como director entre 1861 y 1870. 

## Biografía
Hijo de un cirujano, estudiando matemáticas en la Universidad de Cambridge, sintió un gran interés por la filología inglesa y el remo, deporte este del cual fue un entusiasta cultivador y miembro del primer equipo universitario. Se doctoró y empezó también a sentir un gran interés por los problemas sociales; desde mediados del siglo XIX se consagró a estos últimos, abriendo, en 1849, una escuela para hombres y niños pobres, y a la filología inglesa.
Ayudó mucho al movimiento del socialismo cristiano de Frederick Denison Maurice y fue uno de los fundadores, en 1854, del Working Men's College, junto con Denison Maurice, Thomas Hughes, John Westlake, Richard Buckley Litchfield y Lowes Cato Dickinson. Otras personalidades asociados con el College fueron Edward Vansittart Neale, Dante Gabriel Rossetti, John Ruskin, Charles Blachford Mansfield, John Stuart Mill, James Clerk Maxwell, Charles Kingsley, G. M. Trevelyan, E. M. Forster, C. E. M. Joad y Seamus Heaney.
También promovió como editor el estudio de la antigua literatura inglesa, para lo cual fundó y dirigió además numerosas sociedades especializadas, en especial la Early English Text Society (1864), cuya labor fue fundamental en el estudio y recuperación del inglés antiguo y medio. También fundó y dirigió la Chaucer Society, la Wyclif Society y la New Shakespeare Society, así como otra consagrada al estudio de las baladas medievales. En su última época fundó también sociedades para estudiar la obra de los poetas Robert Browning y Percy Bysshe Shelley.
Hizo ediciones de textos para la Early English Text Society, el Roxburghe Club y las Rolls Series, pero sus más importantes trabajos se consagraron a Chaucer y sus Cuentos de Canterbury, cuya edición preparó. Fue nombrado secretario honorífico de la Philological Society. Su medio siglo de incesantes esfuerzos en pro de la filología inglesa fueron reconocidos con la edición por parte de sus amigos del volumen colectivo de ensayos filológicos An English Miscellany (Oxford, 1901) y con una considerable donación económica a su Early English Text Society. 
En 1896, Furnivall fundó el Hammersmith Sculling Club (hoy llamado el Furnivall Sculling Club), creado para mujeres de clase obrera, aunque en 1901 se admitieron también hombres.
Algunas fuentes, como el periodista y autor Simon Winchester, en su libro sobre la historia del Oxford English Dictionary, The Meaning of Everything (2003), y el presentador Griff Rhys Jones, en su documental sobre El viento en los sauces (1908), de Kenneth Grahame, señalan que Grahame, amigo de Furnivall, basó uno de los protagonistas, Ratty, en Furnivall, quien podría incluso haber animado a Grahame a escribir la novela.